# Ritterstraße (Wesel)
Die Ritterstraße ist eine Innenstadtstraße von Wesel am Niederrhein.

## Lage
Die Ritterstraße liegt im Bereich des mittelalterlichen Stadtkerns und verläuft auf einer Länge von rund 200 Metern in Ost-West-Richtung. Für den Autoverkehr ist sie eine Einbahnstraße, durch Radfahrer darf sie seit 2010 in beide Richtungen genutzt werden. Sie beginnt im Osten als Fortsetzung der Straße Flesgentor, welche von der mittig durch die Stadt verlaufenden Korbmacherstraße abzweigt. An ihrem westlichen Ende geht sie am Rand des Kornmarkts in die Johannisstraße über. Die Einbahnstraße zweigt hier ab und wird entlang des Kornmarkts in südlicher Richtung weitergeführt. Auf der Nordseite der Ritterstraße und am Rand des Kornmarkts liegt das moderne Verwaltungs- und Bildungszentrum mit Rathaus, Stadtbücherei Wesel und der Volkshochschule Wesel-Hamminkeln-Schermbeck  Für den Fuß- und Radverkehr besteht dort Richtung Norden ein Durchgang zur Fluthgrafstraße. Die Ritterstraße ist Teil einer inneren Ringstraße in Abgrenzung zu der Ringstraße um die Innenstadt herum. Die Ritterstraße liegt im Norden des inneren Rings, dieser hat in seiner Gesamtheit aber keine zentrale Funktion für den innerstädtischen Verkehr, auch weil er im Bereich der Ritterstraße und der nahegelegenen Dimmerstraße als Einbahnstraße und entlang des Berliner Tors als verkehrsberuhigter Bereich ausgestaltet ist. Von verkehrstechnisch größerer Bedeutung ist insbesondere die zentrale Nord-Süd-Achse aus Kreuz- und Korbmacherstraße, welche über das Flesgentor auch die Ritterstraße anbindet.

## Geschichte und Gebäude
Das Zentrum des mittelalterlichen Wesel lag am Großen Markt, der Kornmarkt war als weiterer Marktplatz und Standort des im 15. Jahrhundert erbauten Weseler Herzogschlosses jedoch ebenfalls bedeutend. Das Schloss lag im Nordosten des Kornmarkts an der Einmündung der heutigen Ritterstraße. Zwischen der heutigen Ritter- und der heutigen Torfstraße befand sich mit dem Augustinerkloster Wesel ein weiteres bedeutendes mittelalterliches Bauwerk, das ab dem 17. Jahrhundert nicht weiter religiösen, sondern verschiedenen anderen Zwecken diente. Der Name Ritterstraße wurde 1630 erstmals genannt und verweist mutmaßlich auf dort ansässige Familien, die von Rittern abstammten.
Als Wesel 1842 Verwaltungssitz des preußischen Kreises Rees wurde, wurde im ehemaligen Augustinerkloster das Landratsamt und der Wohnsitz für Landrat Friedrich Heinrich von Bernuth eingerichtet. 1869 wurde an der Ritterstraße das Gerichtsgebäude des späteren Amtsgerichts Wesel gebaut. Es befand sich zwischen den Einmündungen von Schmidtstraße und Bierbrauerstraße, wurde im Krieg stark beschädigt und war 1950 wieder bezugsfertig. 1984 zog das Amtsgericht in ein Gebäude am Herzogenring, woraufhin das Gebäude an der Ritterstraße zum Standort des Arbeitsgerichts Wesel wurde.
Die Erneuerung des stark beschädigten Straßenbelags der Ritterstraße nach dem Zweiten Weltkrieg wurde erst Mitte der 1950er Jahre durchgeführt. Schon 1953 war an der Ritterstraße ein neues Gebäude für das Städtische Mädchengymnasium (ab 1984 Andreas-Vesalius-Gymnasium) fertiggestellt worden. 1958 wurde direkt angrenzend an die Schule das Städtische Bühnenhaus Wesel eröffnet. Es ist ein Theater, das auch als Aula des Gymnasiums genutzt wird. Neben der Schule und dem Theater entstand am westlichen Ende der Ritterstraße ab 1972 ein Gebäudekomplex für Verwaltung und Bildung. Zu ihm gehört das nicht direkt an der Ritterstraße gelegene Rathaus und die Stadtbücherei Wesel sowie die lokale Volkshochschule. Das Gebäude der Volkshochschule und der Bücherei hat die Adresse Ritterstraße 12–14 und ist dem Kornmarkt zugewandt. Neben den Bildungseinrichtungen und dem Theater ist auf der Südseite der Ritterstraße weiterhin Wohnbebauung vorhanden.